# Stratoskop

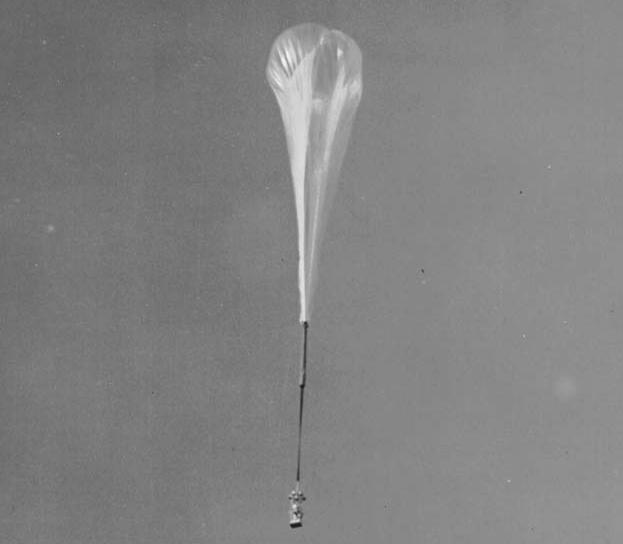
Stratoskop I

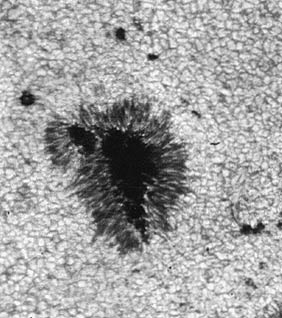
Zdjęcie plamy słonecznej wykonane przez Stratoskop I (17 sierpnia 1959)

Stratoskopy – dwa wyposażone w teleskopy balony, latające od schyłku lat 50. do wczesnych lat 70. XX wieku, mające za zadanie obserwowanie nieba w paśmie światła widzialnego oraz w podczerwieni. Oba były kontrolowane zdalnie z ziemi. Projektom stratoskopów przewodził Martin Schwarzschild.
Stratoskopy były budowane przez korporację Perkin Elmer. Z powodu dużej wysokości na jakiej pracowały, jakość wykonywanych przez nie zdjęć znacznie przewyższała zdjęcia wykonywane przy użyciu teleskopów naziemnych.

## Stratoskop I
Teleskop posiadał zwierciadło o średnicy 30,48 cm i miał około 2,7 m długości. Zdjęcia wykonywane były przez kamerę z prędkością jednej klatki na sekundę. Balon z tworzywa sztucznego wynoszący go na wysokość 26 km był wypełniany helem. Po zakończeniu obserwacji teleskop był zrzucany na spadochronie na ziemię. Stratoskop I badał turbulencje i granule fotosfery Słońca. Jego pierwszy lot odbył się w 1957 roku.

## Stratoskop II
Posiadał teleskop zwierciadlany o średnicy 91,4 cm zamontowany w ważącej 3,5 tony gondoli, podwieszonej 55 m pod balonem. Poza dużym teleskopem posiadał także mniejszy spektrometr. Odbył około 6 lotów w latach 1963–1971. Badał widmo światła dobiegającego z atmosfer planet, a także widmo czerwonych olbrzymów, wykonał zdjęcia w wysokiej rozdzielczości jąder kilku jasnych galaktyk. Wznosił się na wysokość 24 km.